# St. Apollonia (Silheim)

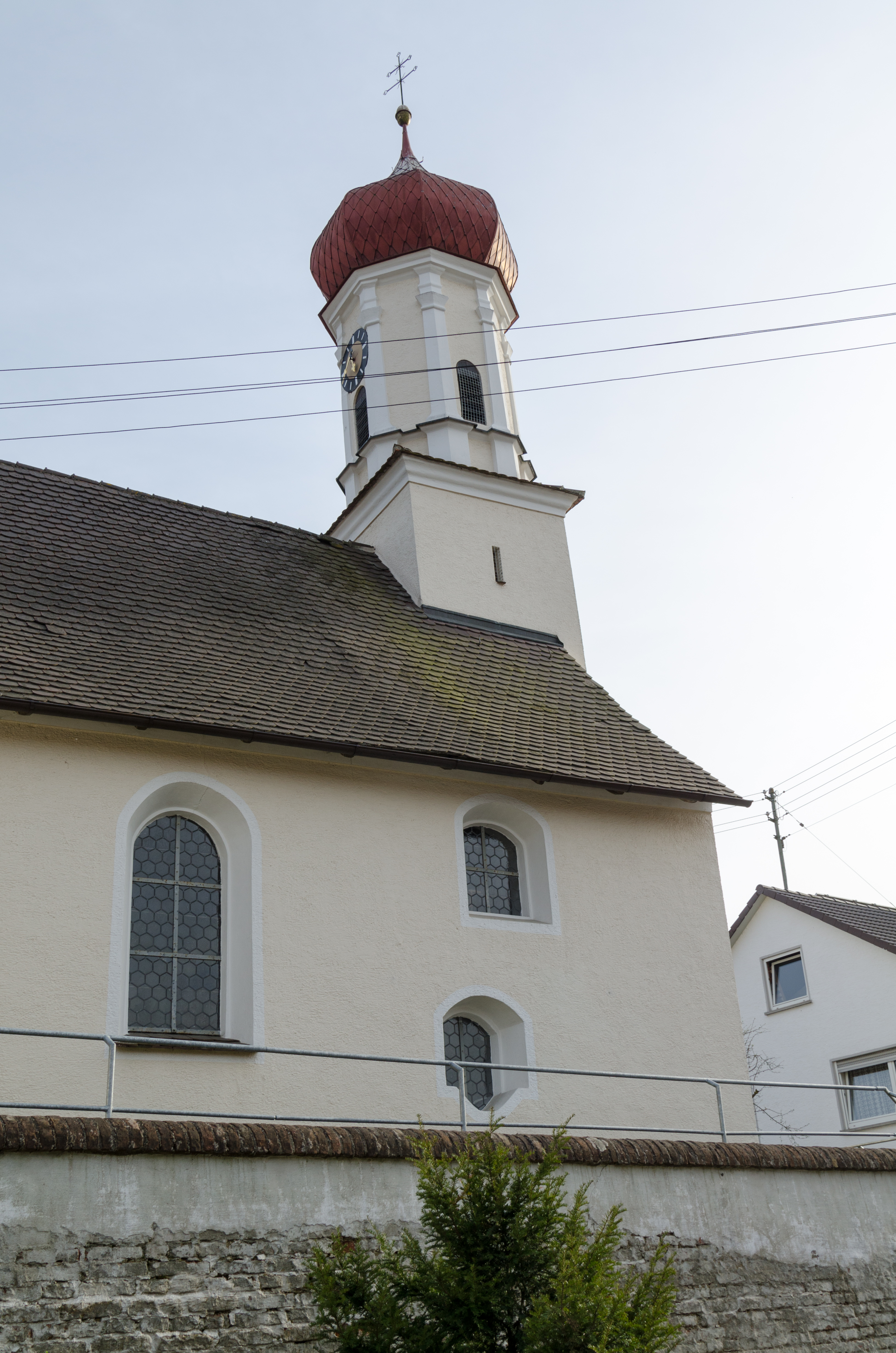
Kirche St. Apollonia in Silheim

Die katholische Kirche St. Apollonia in Silheim, einem Gemeindeteil von Bibertal im schwäbischen Landkreis Günzburg in Bayern, wurde im 15. Jahrhundert errichtet. Die Kirche an der Ortsstraße 26, im ummauerten Friedhof, ist ein geschütztes Baudenkmal.
Der spätgotische Bau wurde im zweiten Viertel des 18. Jahrhunderts barockisiert. Der Giebelreiter mit profilierter Konsole und Zwiebelturm wurde 1730 errichtet.
Der gotische Chor besitzt ein Deckengemälde (um 1730/40) von Johann Jakob Kuen, Vater des Malers Franz Martin Kuen, mit der Darstellung des heiligen Urban mit Märtyrerpalme. Spätgotische Heiligenfiguren stehen auf Konsolen im flach schließenden Chor.

## Orgel
Die einmanualige Orgel wurde im Jahr 1910 von Willibald Siemann errichtet und besitzt 4 Register und 3 Koppeln.
| I Hauptwerk C–f3 |    |
| Bourdon          | 8′ |
| Salicional       | 8′ |
| Principal        | 4′ |

| Pedal C–d1 |     |
| Subbass    | 16′ |

- Koppeln: I/P, Sub-Octav, Super-Octav